# Les Champs-Élysées
«Les Champs-Élysées» («Елисейские Поля») — песня Джо Дассена 1969 года.

## История создания
Песня была изначально написана на английском языке и называлась «Waterloo Road» (стихи Майкла Энтони Дейгана, музыка Абракама Васиковича). В этом варианте она была издана в виде сингла британской рок-группой Jason Crest. Потом французский поэт-песенник Пьер Деланоэ переписал стихи по-французски.

## Релиз
Песня «Les Champs-Élysées» была издана Джо Дассеном как сингл в 1969 году, на другой стороне пластинки была песня «Le Chemin de papa».

## Русский перевод
В 2009 году оригинальный английский текст «Waterloo Road» был переведён на русский язык Алексеем Караковским.